# Clastobryum conspicuum
Clastobryum conspicuum är en bladmossart som beskrevs av Fleischer 1923. Clastobryum conspicuum ingår i släktet Clastobryum och familjen Sematophyllaceae. Inga underarter finns listade i Catalogue of Life.